# James Gammon
James Richard Gammon (n. 20 aprilie 1940, Newman⁠(d), Comitatul Douglas, Illinois, SUA – d. 16 iulie 2010, Costa Mesa⁠(d), California, SUA) a fost un actor american. 

## Filmografie

### Film
| An   | Titlu                                       | Rol                                 | Note                      |
| ---- | ------------------------------------------- | ----------------------------------- | ------------------------- |
| 1967 | Luke mână rece                              | Sleepy                              | nemenționat, rol secundar |
| 1968 | Journey to Shiloh                           | Tellis Yeager                       | rol secundar              |
| 1969 | The Thousand Plane Raid                     | Major Varga                         | rol secundar              |
| 1970 | Tribul (A Man Called Horse)                 | Ed                                  | rol secundar              |
| 1970 | Macho Callahan                              | Cowboy                              | rol secundar              |
| 1970 | The Intruders (filmat în 1967)              | Chaunce Dykstra                     | film TV, rol secundar     |
| 1972 | Cry for Me, Billy                           | Amos                                | rol secundar              |
| 1974 | Mireasa lui Zandy                           | Man in Gunfight                     | nemenționat               |
| 1974 | Macon County Line                           | Elisha                              | rol secundar              |
| 1975 | The Wild McCullochs                         | 1st Police Officer                  | rol secundar              |
| 1975 | The Kansas City Massacre                    | Garth                               | film TV, rol secundar     |
| 1976 | Bobbie Jo and the Outlaw                    | Leather Salesman                    | rol minor                 |
| 1976 | The Pom Pom Girls                           | Coach                               | rol minor                 |
| 1977 | Black Oak Conspiracy                        | Deputy                              | rol minor                 |
| 1977 | The Greatest                                | Mr. Harry                           | rol minor                 |
| 1979 | The Sacketts                                | Wes Bigelow                         | film TV                   |
| 1980 | On the Nickel                               | Peanut John                         | rol secundar              |
| 1980 | Urban Cowboy                                | Steve Strange                       | rol secundar              |
| 1980 | Rage!                                       | Joe Dean                            | film TV                   |
| 1980 | It's My Turn                                | Connie Foxworth                     | nemenționat               |
| 1980 | Any Which Way You Can                       | Palomino Bartender                  | rol secundar              |
| 1980 | Below the Belt                              | Luke                                | rol secundar              |
| 1981 | The Big Black Pill                          | Captain Jake Jacqualone             | film TV                   |
| 1982 | Deadly Encounter                            | Frank Kitchens                      | film TV                   |
| 1982 | The Ballad of Gregorio Cortez               | Sheriff Frank Fly                   |                           |
| 1983 | M.A.D.D.: Mothers Against Drunk Drivers     | Willard Kohler                      | film TV                   |
| 1983 | Women of San Quentin                        | Officer                             | film TV                   |
| 1985 | Noon Wine                                   | Sheriff                             | film TV                   |
| 1985 | Vision Quest                                | Mr. Kuchera                         | rol secundar              |
| 1985 | Hell Town                                   | Lieutenant Raymond Tracy            | film TV                   |
| 1985 | Sylvester                                   | Steve                               | rol secundar              |
| 1985 | Silverado                                   | Dawson                              | rol secundar              |
| 1985 | The Long Hot Summer                         | Billy Quick                         | film TV                   |
| 1985 | Silver Bullet                               | Arnie Westrum                       | rol secundar              |
| 1986 | Hard Traveling                              | Sgt. Slattery                       | rol secundar              |
| 1987 | Made in Heaven                              | Steve Shea                          | rol secundar              |
| 1987 | Laguna Heat                                 | Grimes                              | film TV                   |
| 1987 | Ironweed                                    | Reverend Chester                    | rol secundar              |
| 1988 | The Milagro Beanfield War                   | Horsethief Shorty                   | rol secundar              |
| 1989 | Major League                                | Lou Brown                           |                           |
| 1989 | Roe vs. Wade                                | Jimmy Russell                       | film TV                   |
| 1990 | Revenge                                     | Texan                               | rol secundar              |
| 1990 | Coupe de Ville                              | Dr. Sturgeon the Cadillac Surgeon   | rol secundar              |
| 1990 | Te iubesc până la moarte                    | Lt. Larry Schooner                  | rol secundar              |
| 1991 | Conagher                                    | Smoke Parnell, Ladder Five Owner    | film TV                   |
| 1991 | Stranger at My Door                         | Sheriff Bitterman                   | film TV                   |
| 1992 | Leaving Normal                              | Walt                                | rol secundar              |
| 1992 | CrissCross                                  | Emmett                              | rol secundar              |
| 1992 | Criminal Behavior                           | Roy Stubbs                          | film TV                   |
| 1993 | Men Don't Tell                              | Jack MacAffrey                      | film TV                   |
| 1993 | Aventurile lui Huck Finn                    | Deputy Hines                        | rol secundar              |
| 1993 | Running Cool                                | Ironbutt Garrett                    | rol secundar              |
| 1993 | Painted Desert                              | Al                                  | rol secundar              |
| 1994 | Cabin Boy                                   | Paps                                | rol secundar              |
| 1994 | Major League II                             | Lou Brown                           | rol secundar              |
| 1994 | Wyatt Earp                                  | Mr. Sutherland                      | rol secundar              |
| 1994 | Hard Vice                                   | Bronski                             | rol secundar              |
| 1994 | Natural Born Killers                        | Redneck's Buddy in the Diner        | Nemenționat, rol secundar |
| 1995 | Truman                                      | Sam Rayburn                         | film TV                   |
| 1995 | Sălbaticul Bill                             | California Joe                      | rol secundar              |
| 1996 | Two Mothers for Zachary                     | Chalmer                             | film TV                   |
| 1997 | Traveller                                   | Double D                            | rol secundar              |
| 1997 | The Apostle                                 | Brother Edwards                     | nemenționat               |
| 1998 | The Man in the Iron Mask                    | The Commandant                      | rol secundar              |
| 1998 | Point Blank                                 | Dad                                 | rol secundar              |
| 1998 | Love from Ground Zero                       | Hat                                 | rol secundar              |
| 1998 | Logan's War: Bound by Honor                 | Ben                                 | film TV                   |
| 1998 | The Hi-Lo Country                           | Hoover Young                        | rol secundar              |
| 1999 | You Know My Name                            | Real Arkansas Tom                   | film TV                   |
| 1999 | Uriașul de fier                             | Marv Loach / Floyd Turbeaux         | Voce                      |
| 1999 | One Man's Hero                              | Gen. Zachary Taylor                 | rol secundar              |
| 2000 | The Cell                                    | Teddy Lee                           | rol secundar              |
| 2002 | Life or Something Like It                   | Pat Kerrigan                        | rol secundar              |
| 2002 | The Country Bears                           | Big Al                              | voce                      |
| 2003 | Monte Walsh                                 | Fighting Joe Hooker / Albert Miller | film TV                   |
| 2003 | Cold Mountain                               | Esco Swanger                        | rol secundar              |
| 2004 | Silver City                                 | Sheriff Joe Skaggs                  | rol secundar              |
| 2004 | Paradise                                    | Old cowboy                          | film TV                   |
| 2005 | Don't Come Knocking                         | Old Ranch Hand                      | rol secundar              |
| 2006 | Outlaw Trail: The Treasure of Butch Cassidy | Sam Parker                          | rol secundar              |
| 2006 | The Far Side of Jericho                     | The Preacher                        | rol secundar              |
| 2006 | Altered                                     | Sheriff Henderson                   | rol secundar              |
| 2006 | What I Did for Love                         | Karl Ryder                          | film TV                   |
| 2007 | Jesse Stone: Sea Change                     | Bob                                 | film TV                   |
| 2007 | The Final Season                            | Jared Akers                         | rol secundar              |
| 2008 | Appaloosa                                   | Earl May                            | rol secundar              |
| 2009 | In the Electric Mist                        | Ben Hebert                          | rol secundar              |
| 2009 | Convict                                     | The Sheriff                         |                           |
| 2009 | O fiică nouă                                | Roger Wayne                         | (ultimul rol de film)     |

### Televiziune
| An        | Titlu                              | Rol                                 | Episoade                                             | Note              |
| --------- | ---------------------------------- | ----------------------------------- | ---------------------------------------------------- | ----------------- |
| 1966      | The Wild Wild West                 | Egan                                | The Night of the Freebooters                         | personaj episodic |
| 1966      | The Monroes                        | Stennis                             | Night of the Wolf                                    | personaj episodic |
| 1966—1967 | The Road West                      | Deputy Virgil Bramley / Pete Fowler | The Agreement (1967) / The Gunfighter (1966)         | personaj episodic |
| 1966—1973 | Gunsmoke                           | Arnie Jeffords / Dudley             | My Father, My Son (1966) / Susan Was Evil (1973)     | personaj episodic |
| 1967      | Captain Nice                       | —                                   | Whatever Lola Wants                                  | personaj episodic |
| 1967      | Bonanza                            | Harry Jeffers                       | The Man Without Land                                 | personaj episodic |
| 1967      | The Invaders                       | Hal                                 | The Spores                                           | personaj episodic |
| 1967      | Batman                             | Osiris                              | The Unkindest Tut of All                             | personaj episodic |
| 1967      | Felony Squad                       | Mickey                              | Ordeal by Terror                                     | personaj episodic |
| 1967      | The Virginian                      | Cal Mason                           | A Small Taste of Justice                             | personaj episodic |
| 1968—1969 | Lancer                             | Clint Meek / Wes                    | Blind Man's Bluff (1969) / Chase a Wild Horse (1968) | personaj episodic |
| 1970      | The High Chaparral                 | Lafe                                | Only the Bad Come to Sonora (1970)                   | personaj episodic |
| 1971—1974 | The F.B.I.                         | Cauldwell / Ben McCarty             | Diamond Run (1974) / Turnabout (1971)                | personaj episodic |
| 1971—1976 | Cannon                             | Sheriff Ryder / Keely               | The Quasar Kill (1976) / Country Blues (1971)        | personaj episodic |
| 1973      | Dusty's Trail                      | Roy                                 | Horse of Another Color (1973)                        | personaj episodic |
| 1973—1975 | The Waltons                        | Zack Rosswell                       | 8 episoade (1973–1975)                               | rol secundar      |
| 1974      | Kung Fu                            | Jake                                | The Nature of Evil (1974)                            | personaj episodic |
| 1975      | Barnaby Jones                      | Andy Lucker                         | The Final Burial (1974)                              | personaj episodic |
| 1976      | Petrocelli                         | Harry                               | Blood Money (1976)                                   | personaj episodic |
| 1976      | Most Wanted                        | —                                   | The Torch (1976)                                     | personaj episodic |
| 1977—1978 | Charlie's Angels                   | Gates / Billy                       | Angels in the Stretch (1978) / Angels on Ice (1977)  | personaj episodic |
| 1979      | Lou Grant                          | —                                   | Samaritan (1979)                                     | personaj episodic |
| 1984      | The Master                         | —                                   | A Place to Call Home (1984)                          | personaj episodic |
| 1984      | Cagney & Lacey                     | Brian Holgate                       | Old Debts (1984)                                     | personaj episodic |
| 1985      | Murder, She Wrote                  | Billy Don Baker                     | Armed Response (1985)                                | personaj episodic |
| 1986      | The Equalizer                      | Michael Cub                         | Out of the Past (1986)                               | personaj episodic |
| 1987      | Crime Story                        | Jack Claymore                       | The Pinnacle; The Survivor (1987)                    | personaj episodic |
| 1987      | American Playhouse                 | Clate Connaloe                      | Stacking (1987)                                      | personaj episodic |
| 1988      | Lincoln                            | Gen. Ulysses S. Grant               | 2 episoade                                           | film TV           |
| 1989      | Midnight Caller                    | Pete Hanrahan                       | Tarnished Shield (1989)                              | personaj episodic |
| 1989      | In the Heat of the Night           | Sheriff Ketch Monroe                | A Trip Upstate (1986)                                | personaj episodic |
| 1990—1991 | Bagdad Cafe                        | Rudy                                | 15 episoade (1990–1991)                              | rol secundar      |
| 1991      | The Young Riders                   | Elias Mills                         | The Blood of Others (1991)                           | personaj episodic |
| 1992      | The Young Indiana Jones Chronicles | Teddy Roosevelt                     | British East Africa, September 1909 (1992)           | personaj episodic |
| 1992—1993 | Homefront                          | Coach Zelnick                       | 8 episoade (1992–1993)                               | personaj secundar |
| 1993—1994 | L.A. Law                           | Rev. Joseph Halliday / Thomas Quinn | God is My Co-Counsel (1994) / F.O.B. (1993)          | personaj episodic |
| 1996—2001 | Nash Bridges                       | Nick Bridges                        | 49 episoade (1996–2001)                              | personaj secundar |
| 1999      | Tracey Takes On...                 | Uncle Shep                          | "Hype" (1999)                                        | personaj episodic |
| 2003      | Fillmore!                          | Doc Hemlock                         | Two Wheels, Full Throtle, No Brakes (2003)           | voce              |
| 2004      | LAX                                | Bill Barkley                        | The Longest Morning (2004)                           | personaj episodic |
| 2004      | Crossing Jordan                    | Olin Price                          | Justice Delayed (2004)                               | personaj episodic |
| 2007      | Monk                               | Oates                               | Mr. Monk Visits a Farm (2007)                        | personaj episodic |
| 2007      | Grey's Anatomy                     | Mr. Scofield                        | Scars and Souvenirs (2007)                           | personaj episodic |